# BMW・イセッタ

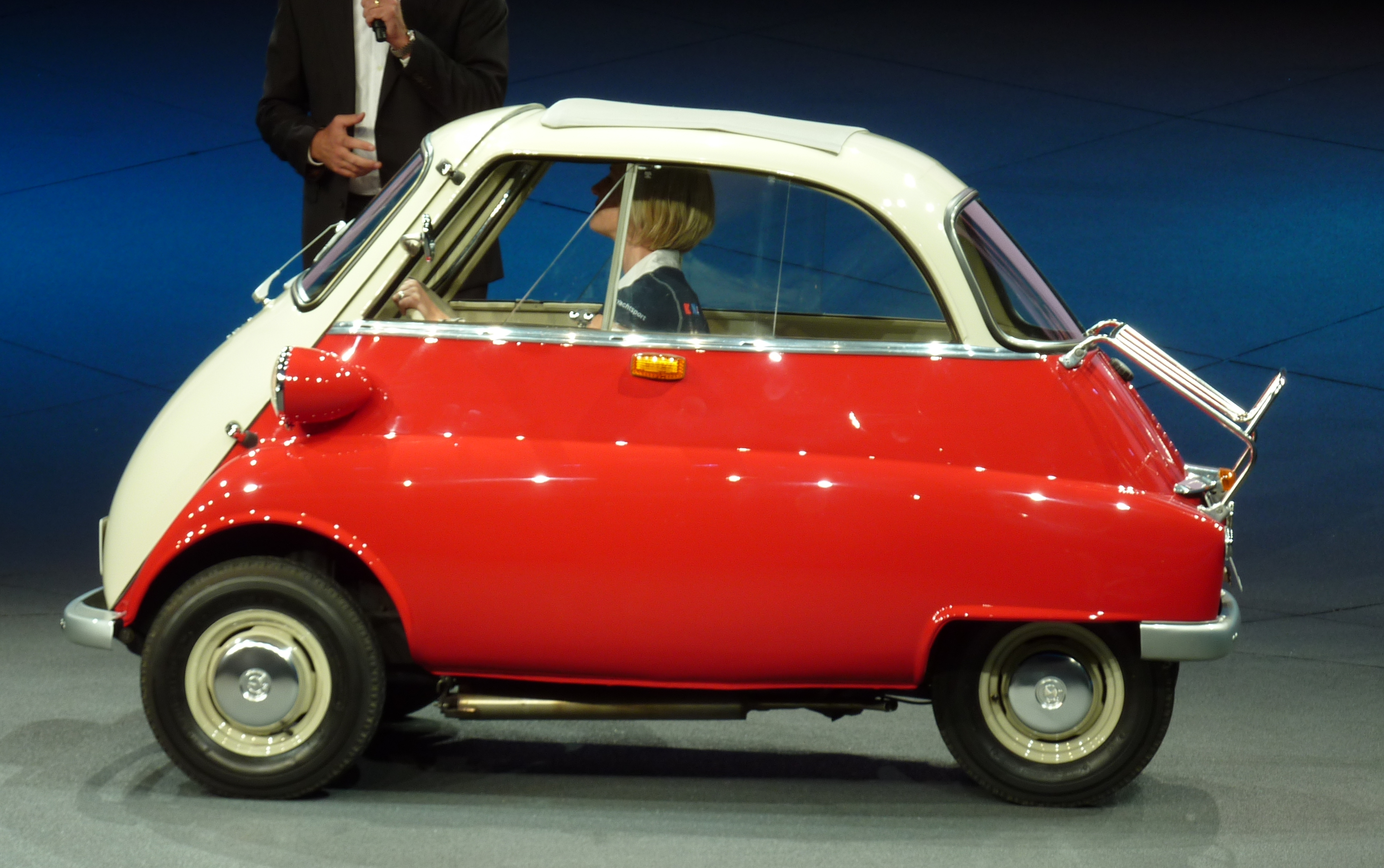
BMW Isetta at the IAA 2009

BMW・イセッタ（BMW Isetta）とは、イタリアのイソ社のイソ・イセッタを、ドイツのBMW社がライセンス生産した車。生産台数としては本家よりもこちらのほうが多いため、ライセンス生産であることが認識されていないことも多いほどである。

## 概要
1955年BMWの二輪車R-25の245ccエンジンを搭載しイセッタ250を発売。1955年12月に298ccに排気量を拡大し、イセッタ300にモデルチェンジした。1957年には全体を大型化し、通常の4輪配置となった582ccのBMW・600を発売し、モデル全体で約16万台を販売した。また「BMW・イセッタ」としては、Isetta of Great Britain の生産による英国向け（右ハンドルや、英国の3輪車両の軽減税制を利用するための3輪化など）モデルもBMWからのライセンスによる。
復興期の庶民の足として親しまれると同時に、当時困難な状態だった同社の経営を支えた。